# Festival Internacional de Cine de Granada - Premios Lorca
El Festival Internacional de Cine de Granada - Premios Lorca, también conocido como FICGra, es un certamen cinematográfico que se celebra anualmente la tercera semana de noviembre en la ciudad de Granada. Su primera edición se celebró bajo las restricciones de la pandemia del 21 de octubre al 24 de octubre del año 2020. En la sección oficial compiten cortometrajes y largometrajes, no haciendo diferenciación en los premios técnicos y artísticos (fotografía, montaje, dirección, diseño de arte, banda sonora, actriz, actor...) y existiendo la posibilidad de que un cortometraje compita con un largometraje en diferentes categorías.
Debido a ello, desde la primera edición ha recibido proyectos de calidad, incluso algunos de los ganadores o nominados han sido seleccionados o preseleccionados para los Óscar de la Academia de los Estados Unidos y para los Premios Goya de la Academia de las Artes y las Ciencias Cinematográficas de España.

## Historia

### Primera Edición
La primera edición del festival internacional de cine de Granada - Premios Lorca, se celebró en la ciudad de Granada del 21 de octubre al 24 de octubre del año 2020 con el apoyo del Ayuntamiento de Granada, UGR (Universidad de Granada) y Fundación Euro-Árabe de Altos Estudios, tuvo un gran éxito en cuanto a la recepción de proyectos, ya que el Comité de Selección recibió algo más de 1000 proyectos, para finalmente proyectar cuarenta y ocho largometrajes, documentales y cortometrajes. Se entregaron doce premios y dos premios adicionales Lorca de Honor a Mariquilla La Bailaora y al actor Antonio Velázquez Bautista quien recibió el premio honorífico talento andaluz. Destacó, como no podía ser de otra forma, la presencia de la gran actriz Carlota Boza. 
El festival se llevó a cabo de manera presencial restringida al 50% de aforo, con la implementación de un riguroso protocolo COVID. También se convirtió en un festival telemático en línea para las conferencias y talleres. Para garantizar la seguridad de los invitados, se enviaron salvoconductos para permitirles viajar y asistir al evento.  Las proyecciones de los proyectos elegidos para la sección oficial se realizaron en el Teatro Isabel La Católica de Granada y en el Aula Magna de la Fundación Euro-Árabe de Altos Estudios.

### Segunda Edición
En su segunda edición se el festival contó con la proyección de 65 películas, de las cuales 31 fueron dirigidas por mujeres. Además, 7 de las 12 películas seleccionadas para la competición oficial fueron, también, dirigidas por mujeres.
El festival contó con la presencia de destacados directores, productores y actores del cine nacional e internacional (Antonio Dechent, Pablo Puyol, Álvaro Begines, Rubén Ochandiano, Antonio Velázquez, Abid Khan, Enrique García, Iván Hidalgo, Nei Loya, Virginia Demorata, Elena Martínez, Manolo Gago, Ezekiel Montes, Natalia Roig, Ignacio Nacho), y se realizaron diversas actividades paralelas, como talleres, conferencias y encuentros con el público. La temática central del festival fue la diversidad cultural y la inclusión social, y se otorgaron premios en distintas categorías. La organización del festival destacó su compromiso con la sostenibilidad y la accesibilidad, así como la capacidad para promover y difundir el cine español, ya que el festival tuvo una importante presencia del cine español en su programación.
De igual forma, se desarrollaron actividades relacionadas con la formación de nuevos públicos: El festival organizó diversas actividades relacionadas con la formación de nuevos públicos, como talleres de cine para jóvenes y adultos y coloquios con los directores y actores invitados. Estas actividades contribuyeron a la formación de nuevos públicos y a la promoción del cine como arte y medio de comunicación.
En esta edición, el jurado consignó cada una de sus decisiones ante Notario, previo requerimiento de las empresas promotoras de la edición del Festival, y con anterioridad a la celebración de la Gala de entrega de Premios, no conociendo ninguno de los nominados si había sido premiado hasta el mismo momento de la entrega de los Premios, en el cual fue el propio notario quien iba entregando cada uno de los sobres lacrados y sellados que contenían a los ganadores en cada categoría.

### Tercera edición
La eercera Edición se llevó a cabo del 16 al 19 de noviembre de 2022. La programación del Festival fue muy bien recibida por los espectadores en las últimas tres ediciones. En la tercera edición, se proyectaron un total de 72 películas de diferentes países y géneros, y se llevaron a cabo once actividades paralelas como talleres, mesas redondas, coloquios y encuentros con cineastas. El festival ha logrado consolidar una programación de calidad que ha sido reconocida por la crítica y el público.
El Festival ha ganado gran reconocimiento tanto a nivel nacional como internacional en las últimas ediciones habiendo sido galardonado con diversos premios, como el Premio Barreta de la ciudad de Granada al Mérito Cultural, divulgación de la figura de Federico García Lorca y el nombre de la ciudad de Granada por todo el mundo.
El Festival Internacional de Cine de Granada - Premios Lorca tiene presencia tanto a nivel local y como a nivel global, con una importante participación de cineastas y espectadores internacionales. Además, el festival ha establecido alianzas con otros festivales y organizaciones culturales de todo el mundo (como el hermanamiento entre el Festival y el Festival Nacional de Cine del Sáhara de Assà realizado ante notario, o como las propuestas de colaboración que se están llevando a cabo con el Festival Internacional de Cine y Medio Ambiente del Caribe (Cuba), Festival International de Cinéma d'Auteur de Rabat (Marruecos) o el Festival International de Cinéma et Mémoire Commune de Nador (Marruecos), lo que ha permitido expandir su alcance y ampliar su red de colaboradores. A lo largo del año, el festival realiza diversas actividades, como proyecciones y encuentros con cineastas, así como participación de miembros de la organización en el jurado de diversos festivales de cine, todo ello para mantener su presencia en la comunidad y promover la cultura cinematográfica.
En esta edición, de nuevo, el jurado consignó cada una de sus decisiones ante Notario previo requerimiento de las empresas promotoras de la edición del Festival, y con anterioridad a la celebración de la Gala de entrega de Premios, no conociendo ninguno de los nominados si había sido premiado hasta el mismo momento de la entrega de los Premios.

### Cuarta Edición
El Festival Internacional de Cine de Granada Premios Lorca es un evento cinematográfico anual que tiene lugar en la ciudad de Granada, España.
La Cuarta Edición del Festival Internacional de Cine de Granada - Premios Lorca se llevó a cabo del 11 al 18 de noviembre de 2023 en los cines Megarama, consolidándose como un evento clave en la promoción y difusión del cine tanto a nivel nacional como internacional. Esta edición destacó por su amplia programación que incluyó un total de 101 títulos: 13 largometrajes de ficción, 14 documentales y 74 cortometrajes, abordando una diversidad de géneros y temáticas. La sección oficial de largometrajes presentó producciones como "Séneca" de Robert Schwentke y John Malkovich y "Klammer: Rozando el límite" de Andreas Schmied, mientras que en el ámbito nacional se proyectaron títulos como "En temporada baja" de David Marqués y "Alguien que cuide de mí" de Elvira Lindo y Daniela Féjerman.
El festival no solo ofreció proyecciones, sino que también incluyó actividades paralelas como exposiciones y conciertos. Destacó el concierto de homenaje a John Williams el 12 de noviembre en el auditorio Manuel de Falla, que reunió a la banda municipal de música de Granada para interpretar algunas de las bandas sonoras más icónicas del compositor. Además, se presentaron masterclasses y talleres, incluyendo un curso de preparación al casting impartido por Leticia Criado y una exposición dedicada a la pionera de la animación Lotte Reiniger, en colaboración con el Instituto Goethe.
Los premios fueron un aspecto central del festival, con la entrega de 23 estatuillas oficiales en categorías que abarcaron desde mejor película nacional e internacional hasta mejor cortometraje andaluz y granadino, así como premios técnicos y de interpretación. La gala de clausura se llevó a cabo el 18 de noviembre, precedida por la tradicional alfombra roja. Este evento no solo celebró los logros cinematográficos, sino que también buscó fomentar la creatividad y la innovación dentro de la industria del cine, promoviendo un espacio de encuentro entre cineastas y el público, teniendo tanta aceptación y acogida que se ocuparon las casi 400 butacas de la sala y celebrándose un *streaming* en directo en la sala contigua. Destacaron las actuaciones en directo de Kiki Morente y de Pablo Martos.